# Petrovac, Leskovac
Petrovac (izvirno srbsko Петровац) je naselje v Srbiji, ki upravno spada pod Mesto Leskovac; slednja pa je del Jablaniškega upravnega okraja.

## Demografija
V naselju, katerega izvirno (srbsko-cirilično) ime je Петровац, živi 94 polnoletnih prebivalcev, pri čemer je njihova povprečna starost 45,4 let (42,8 pri moških in 49,3 pri ženskah). Naselje ima 35 gospodinjstev, pri čemer je povprečno število članov na gospodinjstvo 3,09.
To naselje je, glede na rezultate popisa iz leta 2002, večinoma srbsko, a v času zadnjih treh popisov je opazno zmanjšanje števila prebivalcev.
|  |

| Demografija | Demografija     | Demografija     |
| Leto        | Št. prebivalcev | Št. prebivalcev |
| ----------- | --------------- | --------------- |
|             |                 |                 |
|             |                 |                 |
|             |                 |                 |
|             |                 |                 |
| 1948        | 116             |                 |
| 1953        | 124             |                 |
| 1961        | 124             |                 |
| 1971        | 133             |                 |
| 1981        | 139             |                 |
| 1991        | 132             | 132             |
| 2002        | 108             | 108             |
|             |                 |                 |

| Etnična sestava po popisu iz leta 2002 | Etnična sestava po popisu iz leta 2002 | Etnična sestava po popisu iz leta 2002 | Etnična sestava po popisu iz leta 2002 | Etnična sestava po popisu iz leta 2002 |
| -------------------------------------- | -------------------------------------- | -------------------------------------- | -------------------------------------- | -------------------------------------- |
| Srbi                                   | Srbi                                   |                                        | 105                                    | 97,22%                                 |
| Črnogorci                              | Črnogorci                              |                                        | 1                                      | 0,92%                                  |
| Neznano                                | Neznano                                |                                        | 0                                      | 0,0%                                   |

## Znani prebivalci
- Dragoljub Petrović - Rade (1919-1994), narodni heroj Jugoslavije